# کوه هیجیری
کوه هیجیری (به لاتین: Mount Hijiri) یک کوه در ژاپن است که در استان شیزوئوکا واقع شده‌است. کوه هیجیری ۳٬۰۱۳ متر بالاتر از سطح دریا واقع شده‌است.